# Keene Curtis
Keene Holbrook Curtis (* 15. Februar 1923 in Salt Lake City, Utah; † 13. Oktober 2002 in Bountiful, Utah) war ein US-amerikanischer Schauspieler mit einer über 50 Jahre umfassenden Bühnen- und Bildschirmkarriere.

## Leben
Keene Curtis war der Sohn von Polley Francella Holbrook, einer Lehrerin, und Ira Charles Curtis, einem Beamten. Er wuchs zusammen mit seinem Bruder Hal in Bountiful auf und besuchte die Davis High School sowie die Emery High School in Huntington.
Nach seiner Schulzeit trat er während des Zweiten Weltkriegs der United States Navy bei und diente drei Jahre als Lieutenant im Pazifikkrieg. Im Anschluss an den Militärdienst studierte er an der Universität von Utah, an der er 1943 seinen Bachelor-Abschluss und 1947 seinen Master-Abschluss machte; an der Universität war er Mitglied der Studentenverbindung Theta Alpha Pi und wurde später deren Vizepräsident.
1973 erhielt er den „Distinguished Service Award“ seiner Alma Mater für besondere Verdienste.
Curtis lebte in Hollywood Hills, wenn er nicht in New York City auf der Bühne stand. Aufgrund seiner Erkrankung an Alzheimer kehrte er Ende der 1990er Jahre in seine Heimat im US-Bundesstaat Utah zurück, wo er die letzten Jahre in einem Pflegeheim und im Kreise von Familie und Freunden verbrachte. Curtis, der nie verheiratet war und keine Kinder hatte, starb im Alter von 79 Jahren an den Folgen seiner Erkrankung und wurde im Bountiful Memorial Park beigesetzt. Er war Mitglied der Kirche Jesu Christi der Heiligen der Letzten Tage.
Bruce Hoover, ehemaliger Bühnenmeister der APA-Phoenix Repertory Company, sagte zum Tod von Keene Curtis gegenüber der Publikation „Playbill On Line“:

„Er war der positivste und großzügigste Schauspieler, mit dem ich je gearbeitet habe. Er war immer zuerst um das Wohlergehen der anderen bei den Proben und Aufführungen besorgt. Ich habe ihn nie ein unfreundliches Wort über jemanden sagen hören. Er war auch ein Mentor für mich als junger Bühnenmanager bei der APA.“

## Karriere
Bereits als Kind und Jugendlicher entdeckte Curtis sein Interesse für die Schauspielerei und spielte in High-School-Aufführungen mit. Als Freshman an der Universität begeisterte er 1941 in June Mad und wurde 1943 als „einer der vielseitigsten Theatermänner, die jemals die Universität besucht haben“ und „herausragender Schauspieler“ ausgezeichnet. 1947 wurde er von Orson Welles entdeckt, als dieser bei einer College-Theaterproduktion von Macbeth Regie führte und von Curtis’ Leistung derart beeindruckt war, dass er ihn im Folgejahr bei seiner Filmadaption Macbeth – Der Königsmörder besetzte. Curtis arbeitete die folgenden zwölf Jahre als Bühnenmeister bei der Martha Graham Dance Company sowie für Katharine Cornell und Guthrie McClintock.
In den 1960er Jahren wechselte er als ein Gründungsmitglied der APA-Phoenix Repertory Company von Ellis Rabb Vollzeit zur Schauspielerei und spielte Klassiker am Broadway, Off-Broadway sowie im Regional- und Tourneetheater – beispielsweise im McCarter Theatre in Ann Arbor und sogar auf Bermuda. Auf der Musical-Bühne wurde er in der Rolle des glatzköpfigen „Daddy Warbucks“ in Annie und als flamboyanter Alban in La Cage aux Folles bekannt. 1981 war er Mitglied des Schauspielensembles des Stratford-Festival in Kanada und spielte Sir George Thunder in Wild Oats.
1971 erhielt er den Tony Award für seine Darstellung von vier verschiedenen Rollen in dem Bock-und-Harnick-Musical The Rothschilds. 1990 wurde er mit dem Drama-Logue Award für The Cocktail Hour geehrt.
Neben seinem Auftritt als Lennox in der Macbeth-Adaption von Orson Welles aus dem Jahr 1948, war Curtis ab 1970 auch in zahlreichen Filmen und Fernsehserien sowohl in Haupt- als auch Nebenrollen zu sehen; außerdem war ein gefragter Synchronsprecher. So wirkte er in Filmen wie I Want to Kill (1973), American Hot Wax (1978), Der Himmel soll warten (1978), Modesty Blaise (1982), Biete Mutter – suche Vater (1984), Lambada – Heiß und gefährlich (1990), Sliver (1993) und I.Q. – Liebe ist relativ (1994) mit.
Wiederkehrende Rollen im Fernsehen hatte er in Fernsehserien wie Der Magier als Max Pomeroy, Hawaii Fünf-Null, Lou Grant, Herzbube mit zwei Damen, Hart aber herzlich, in Cheers als Restaurant-Besitzer John Hill, in der Drew-Carey-Show und in Sunset Beach. Hinter der Kamera war er auch in zahlreichen Zeichentrickserien als Sprecher zu hören und sprach 1980 Grand Moff Tarkin in der NPR-Radioadaption von Star Wars: Eine neue Hoffnung.
Zuletzt war Curtis 1998 in einer Gastrolle der Fernsehserie Pretender und in dem Fernsehfilm Richie Rich – Die Wunschmaschine zu sehen. Im selben Jahr, seinem gesundheitsbedingten Karriereende, gründete er eine Stiftung an seiner alten Universität, die Absolventen des dortigen Ausbildungsprogramms für Schauspieler bei ihrem Karrierestart über Stipendien unterstützen soll; außerdem schenkte er der Universität seinen Tony Award und 48 Kisten mit Theater-Memorabilien und persönlichen Papieren.
Im deutschen Sprachraum wurde Curtis unter anderem von Friedrich W. Bauschulte, Friedrich Georg Beckhaus, Lothar Blumhagen, Charles Brauer, Wolfgang Condrus, Hermann Ebeling, Karl-Heinz Grewe, Hans-Joachim Hanisch, Gerd Holtenau, Joachim Höppner, Horst Kempe, Horst Lampe, Kurt E. Ludwig, Peter Matic, Heinz Petruo, Wolf Rahtjen, Dietmar Richter-Reinick, Frank-Otto Schenk, Franz-Josef Steffens, Jürgen Thormann, Eric Vaessen, Gerd Vespermann, Wolfgang Völz, Winfried Wagner und Hasso Zorn synchronisiert.

## Auszeichnungen
- 1971: Tony Award in der Kategorie „Bester Hauptdarsteller in einem Musical“ für The Rothschilds[3][4]
- 1973: „Distinguished Service Award“ der Universität von Utah[6]
- 1990: Drama-Logue Award für The Cocktail Hour (James A. Doolittle Theatre, University of California in Los Angeles)[1]
- 1998: Grand Jury Award des US Comedy Arts Festival für „Sketches for the Festival by Steve Martin“[1]

## Filmografie (Auswahl)

### Film
- 1948: Macbeth – Der Königsmörder
- 1972: American Heritage – American Revolution I: The Cause of Liberty (Kurzfilm)
- 1972: American Heritage – The American Revolution II: The Impossible War (Kurzfilm)
- 1973: Blade – Der Kontrabulle (auch: I Want to Kill; Original: Blade)
- 1974: The Lady’s Not for Burning (Fernsehfilm)
- 1974: The Missiles of October (Fernsehfilm)
- 1974: The Cloning of Clifford Swimmer[2]
- 1975: Abenteuer im Weltraum (Stowaway to the Moon; Fernsehfilm)
- 1975: The Wrong Damn Film
- 1975: Strange New World (Fernsehfilm)
- 1977: The Magnificent Magical Magnet of Santa Mesa (Fernsehfilm)
- 1977: The Royal Family (Fernsehfilm)
- 1978: American Hot Wax
- 1978: Ja, lüg’ ich denn? (Rabbit Test)
- 1978: Der Himmel soll warten
- 1981: Unit 4 (Fernsehfilm)
- 1982: The Smurfs Springtime Special (Kurzfilm; Sprechrolle)
- 1982: Modesty Blaise (Pilot-Fernsehfilm)
- 1984: Biete Mutter – suche Vater
- 1984: The Hoboken Chicken Emergency (Fernsehfilm)
- 1989: The Easter Story (Kurzvideo)
- 1990: Lambada – Heiß und gefährlich (Lambada)
- 1993: Sliver (auch: Sliver – Gier der Augen)
- 1993: Gypsy (Fernsehfilm)
- 1994: I.Q. – Liebe ist relativ
- 1997: Mutter Teresa – Im Namen der Armen Gottes (Mother Teresa: In the Name of God’s Poor; Fernsehfilm)
- 1998: Anwaltsgeflüster – Ein Unrecht kommt selten allein (Legalese; Fernsehfilm)
- 1998: Richie Rich – Die Wunschmaschine (Fernsehfilm)

### Fernsehen
- 1970: Dark Shadows
- 1971: Gefahr unter Wasser (Primus)
- 1973–1974: Der Magier (12 Folgen)
- 1974: M*A*S*H
- 1974: The Wide World of Mystery
- 1974: The Lives of Benjamin Franklin (Miniserie) (2 Folgen)
- 1974–1975: Hawaii Fünf-Null (2 Folgen)
- 1975: Karen
- 1975: Sanford and Son
- 1975: Baretta
- 1975: Ellery Queen
- 1976: Cannon
- 1976: Die Jeffersons
- 1976: Wonder Woman
- 1977: Quincy
- 1977: Logan’s Run
- 1977: California Okay (The San Pedro Beach Bums)
- 1978–1981: Lou Grant (3 Folgen)
- 1979: Eight Is Enough
- 1979: Scooby und Scrappy-Doo (Scooby-Doo and Scrappy-Doo; Sprechrolle)
- 1979: Struck by Lightning
- 1979–1981: Herzbube mit zwei Damen (2 Folgen)
- 1980: One in a Million (13 Folgen)
- 1981: Space Stars (Sprechrolle)
- 1981: Star Wars: The Original Radio Drama (Sprechrolle)
- 1981–1982: Hart aber herzlich (2 Folgen)
- 1982: Cassie & Co.
- 1982: Private Benjamin
- 1982: Trapper John, M.D.
- 1982: Mork & Mindy/Laverne & Shirley/Fonz Hour (Sprechrolle)
- 1982: Benson
- 1982–1989: Die Schlümpfe (Sprechrolle)
- 1983: The Dukes (Sprechrolle)
- 1983: Knight Rider
- 1983: Matt Houston
- 1983: Boone
- 1983: Amandas stilles Haus (Amanda’s)
- 1984: Computer Kids
- 1984: Caulfields Witwen – Ein Duo mit Charme (Partners in Crime)
- 1986: Abenteuer aus der Bibel (Miniserie; Sprechrolle)
- 1986: Wildfire (Sprechrolle)
- 1987: The Wizard
- 1988: Harrys wundersames Strafgericht
- 1988: Superman (Miniserie; Sprechrolle)
- 1989: Tattingers
- 1989: Newhart
- 1990: The Adventures of Don Coyote and Sancho Panda (Miniserie; Sprechrolle)
- 1990: Die wunderbare Welt der Märchen (Timeless Tales from Hallmark; Sprechrolle)
- 1990: Bill und Teds irre Abenteuer (Bill & Ted's Excellent Adventures; Sprechrolle)
- 1990–1993: Cheers
- 1991: The Pirates of Dark Water (Sprechrolle)
- 1991: Beverly Hills, 90210
- 1992: Arielle, die Meerjungfrau (Miniserie; Sprechrolle)
- 1993–1994: Swat Kats: The Radical Squadron (Sprechrolle)
- 1993: Mord ist ihr Hobby
- 1993: Bonkers, der listige Luchs von Hollywood (Miniserie; Sprechrolle)
- 1994: Full House
- 1995: Emergency Room – Die Notaufnahme
- 1995: Mit Herz und Scherz (Coach)
- 1995: Silver Girls (Hope & Gloria)
- 1996: Caroline in the City
- 1996: Adventures from the Book of Virtues (Sprechrolle)
- 1996: Star Trek: Raumschiff Voyager
- 1996: Brüder
- 1996: Superman – Die Abenteuer von Lois & Clark
- 1996–1997: Die Drew Carey Show
- 1997: Ein Single kommt immer allein
- 1997: The Jeff Foxworthy Show
- 1997: Immer wieder Fitz
- 1997: Stargate – Kommando SG-1
- 1997: Ein Hauch von Himmel
- 1997: Ally McBeal
- 1997: Der Mann an sich… (Men Behaving Badly)
- 1997–1998: Sunset Beach
- 1998: Party of Five
- 1998: Pretender

## Theater (Auswahl)

### Bühnenmeister
- 1941: June Mad[8]
- 1943: Heaven Can Wait[9]
- 1943: Hayfoot, Strawfoot[9]
- 1947: Macbeth[2]
- 1955: The Dark Is Light Enough
- 1955–1956: The Desk Set
- 1957: Four Winds
- 1957–1958: Nude With Violin
- 1958: Present Laughter
- 1958: The Firstborn
- 1959: Look After Lulu
- 1959: Much Ado About Nothing
- 1959–1960: Silent Night, Lonely Night

### Schauspieler
- 1941: June Mad[8]
- 1943: Heaven Can Wait[9]
- 1943: Hayfoot, Strawfoot[9]
- 1947: Macbeth[2]
- 1965–1967: You Can’t Take It With You
- 1966: Right You Are If You Think You Are
- 1966–1967: The School for Scandal
- 1967: The Wild Duck
- 1967: War and Peace
- 1967–1968: Pantagleize
- 1968: The Cherry Orchard
- 1968–1969: The Cocktail Party
- 1968–1969: The Misanthrope
- 1969: Cock-A-Doodle Dandy
- 1969: Hamlet
- 1969: A Patriot for Me
- 1970: Too Much Johnson[1]
- 1970: Blood Red Roses
- 1970–1972: The Rothschilds
- 1972: Night Watch
- 1972: Via Galactica
- 1977–1983: Annie / Annie – Second National
- 1980: Division Street
- 1981: Wild Oats
- 1983–1987: La Cage aux Folles
- 1984: Light Comedies
- 1987: Happy Birthday, Mr. Abbott!
- 1988–1990: The Cocktail Hour[1]
- 1993: White Liars & Black Comedy